# L'home dofí
L'home dofí (originalment en anglès: Dolphin Man) és una pel·lícula documental, dirigida per Lefteris Charitos i estrenada el 2017. Una coproducció internacional, la pel·lícula repassa la vida del bussejador francès Jacques Mayol.
El 2019, el muntador Dave Kazala va ser nominat als Canadian Screen Awards a la millor edició de documental en la setena edició dels guardons. El mateix any es va estrenar el doblatge en català a TV3.